# Kurt Wennberg
Kurt Erling Wennberg, född 17 maj 1958 i Korpilombolo församling i Norrbottens län, är en svensk socialdemokrat som 2010–2014 var kommunalråd i Pajala kommun. Han efterträdde Bengt Niska på kommunalrådsposten.
Wennberg bor i Korpilombolo och är till yrket lärare.